# Metro Pictures Corporation
Metro Pictures Corporation foi um estúdio cinematográfico estadunidense fundado por Richard A. Rowland (1880-1947) e Louis B. Mayer em 1915, que se ocupava tanto da produção quanto da distribuição de filmes. Louis B. Mayer (1884-1957) deixou a Metro Pictures Corporation e fundou a Louis B. Mayer Pictures. Anos depois Marcus Loew,  comprou a Metro Pictures Corporation, a Goldwyn Pictures e a Louis B. Mayer Pictures, surgindo assim a MGM.

## Histórico
A Metro Pictures Corporation foi organizada para controlar os ativos da extinta Alco Film Corporation, constituída no ano anterior por Al Lichtman e W. H. Seeley, que servia de distribuidora para várias produtoras. Começou através da distribuição do filmes produzidos pela Solax Film Company, fundada em 1910. Seus estúdios estavam localizados na Romaine Street em Hollywood, e foi responsável por vários filmes de alto orçamento, chamados de “filmes de qualidade”, sob a marca Screen Classics, Inc. Apesar de produzir uma média de 60 filmes por ano, a Metro acabou com dificuldades financeiras, em especial pelo que estava disposta a pagar por direitos de adaptação de romances tais como The Four Horsemen of the Apocalypse.

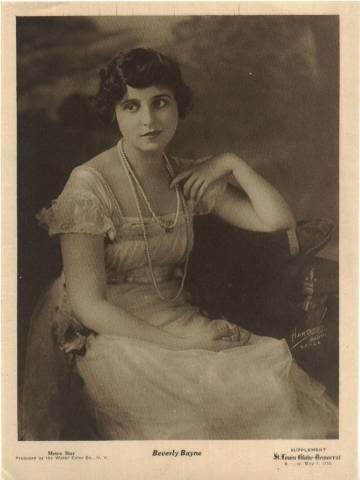
Beverly Bayne, estrela da Metro Pictures Corporation nos anos 1910.

Louis B. Mayer saiu da Metro para formar sua própria companhia, a Louis B. Mayer Pictures Corporation, em 1918. Richard Rowland continuaria a produzir filmes em Nova Iorque, Fort Lee e Los Angeles. As maiores estrelas da Metro na época, durante a Primeira Guerra Mundial, foram Francis X. Bushman, Beverly Bayne, Harold Lockwood e May Allison.
Em 1920, a empresa foi comprada pelo magnata do cinema Marcus Loew, como um fornecedor de filmes para a sua cadeia de cinemas. Em 1924, Loew fundiu a Metro Pictures com a Goldwyn Pictures (fundada em 1916). Tais compras criaram a necessidade de alguém que supervisionasse essas novas operações em Hollywood, pois seu assistente Nicholas Schenck já era supervisor dos cinemas em Nova Iorque. Assim, Loew comprou a Louis B. Mayer Pictures em 16 de abril de 1924. Por causa de seu sucesso de dez anos como produtor, Mayer foi eleito vice-presidente e chefe de operações do estúdio na Califórnia, com Harry Rapf e Irving Thalberg como chefes de produção, e a nova entidade foi renomeada Metro Goldwyn Mayer em 1925. Durante décadas, porém, a MGM foi creditada nos filmes como "Controlled by Loew's, Inc."
Embora o arquivo de filmes e de estrelas ter se fundido dentro da MGM em 1924, o estúdio de cinema de Rowland, em Los Angeles, continuou uma vida própria. Ficou conhecido simplesmente como “Motion Picture Studios” através da década de 1940, “General Service Studios” e “Desilu Studios” através da década de 1950 e 1960, e tornou-se “Ren-Mar Studios” em 1974. Em janeiro de 2010, o Ren-Mar Studios foi comprado pela “Red Digital Cinema Camera Company”. O complexo foi renomeado de “Red Studios – Hollywood”, e está localizado em Cahuenga Blvd. Melrose Avenue, em Hollywood.
David E. Kelley filmou várias das suas séries de TV, incluindo Picket Fences, Ally McBeal e The Practice.

## Distribuição
A Metro Pictures Corporation, além de produtora, era também distribuidora dos seus próprios filmes e dos seguintes estúdios:
- The Amalgamated Producing Company[8] (1922)
- C.E. Shurtleff, Incorporated (1920)
- Columbia Film Company, ou Columbia Pictures Corporation[9] (1915 a 1916)
- Comique Film Corporation (1920 a 1921)
- Drew Comedies (1917)
- Dyreda Art Film Corporation (1915)
- Erbograph Company, cujos filmes eram distribuídos pela Metro e Consolidated Film Corporation[10] (1916)
- Graf Productions, Incorporated[11] (1922)
- Harry Garson Productions[12] (1923)
- Hope Hampton Productions, Incorporated (1920)
- Hunt Stromberg Productions (1922 a 1923)
- Inspiration Pictures, Incorporated[13] (1923)
- Iroquois Films (1920)
- Murray W. Garsson Productions[14] (1923)
- The Nazimova Productions, Incorporated (1918 a 1920)
- Popular Plays and Players, Incorporated (1916 a 1917)
- Quality Film Productions, Incorporated[15] (1923)
- Quality Pictures Corporation[16] (1915 a 1916)
- Rolfe Photoplays, Incorporated[17] (1915 a 1916)
- Samuel Zierler Photoplay Corporation (1922 a 1923)
- Sawyer-Lubin Productions (1922)
- Screen Classics, Incorporated (1920)
- Serial Producing Corporation (1917)
- S-L Pictures (1923)
- S-L Productions (1921)
- Thomas H. Ince Corporation[18] (1923)
- Tiffany Film Corporation[19] (1915-1923)
- Yorke Film Corporation[20] (1916 a 1918)